# Будинок-монстр
«Будинок-монстр» (англ. Monster House) — американський анімаційний фільм 2006 року. Продюсерами фільму виступили Роберт Земекіс і Стівен Спілберг. Прем'єра в Україні відбулася 24 серпня 2006 року. У США фільм було презентовано 21 липня 2006 року.

## Сюжет
Мультфільм починається з того, що маленька дівчинка на триколісному велосипеді заїжджає на подвір'я одного будинку. З будинку вибігає старий і починає кричати на дівчинку, відбирає в неї велосипед і жене якомога далі від свого газону.
За всім цим зі свого вікна, яке розташовано якраз навпроти будинку старого, споглядає Діджей Волтерз. Старого звати містер Ніберкрекер, і Діджей вже довгий час слідкує за ним. Цього дня батьки Діджея поїхали з міста на вікенд, залишили свого сина з нянею Елізабет. Дівчина не є зразковою нянею і попри заборону батьків, запрошує в будинок Волтерзів свого хлопця — рок-зірку Боунза.
До Діджея в гості прийшов його крашій друг Чарльз. Хлопець придбав собі нового баскетбольного м'яча, проте він випадково викотився на газон містера Ніберкрекера. Діджей наважився допомогти другові й вибіг за м'ячем. Старий вибіг із будинку, аби покарати нахабу. Проте містер Ніберкрекер так розхвилювався, що у нього стався серцевий напад і його забрала «швидка допомога». Діджеєві здалося, що він вбив старого і він почувався винним.
Вночі хтось зателефонував Діджеєві. Він перетелефонував, аби дізнатися, хто ж розбудив його і почув, що дзвінок лунає в сусідньому будинку Ніберкрекера, де ніби не має бути нікого. Він хоче розібратися, що там відбувається.
У цей час Боунз розповідає Елізабет, що в дитинстві Ніберкрекер відібрав у нього чудового повітряного змія. Напившись, хлопець пішов до будинку старого — двері відчинилися і там показався червоний змій Боунза. Тільки-но хлопець наблизився до будинку, той проковтнув його.
Наступного ранку на їхню вулицю завітала дівчинка Дженніфер Беннет, що продавала шоколадки. Вона попрямувала до будинку Ніберкрекера (поза її поглядом газон самостійно прибрав надписи на дошках «Обережно»). Діджей і Чарльз поспішали зупинити дівчину. Побачивши, що будинок справді проявляє активність, Дженні вирішує викликати поліцію. Проте при офіцерах Лендерсі й Лестері будинок поводився природно. Офіцери пообіцяли покарати дітей за ще один жарт із поліцією.
Тоді хлопці й Дженні вирушають до Реджіналда Скалінскі (ювенального хлопця, що працює у сфері фаст-фуду й надзвичайно захоплюється комп'ютерними іграми). Він повідомляє дітей, що єдина можливість спекатися страшного будинку-монстра («domus mactibilis», як він його називає) — вдарити його в саме серце. Після деяких роздумів хлопці здогадуються, що таким серцем є пічка, оскільки після того, як містера Ніберкрекера шпиталізували, з димаря постійно йшов дим.
Діти розробляють план, за яким вони надягають пилосмок як хлопчика, наповнюють його снодійним, яке Чарльз вкрав з аптеки свого батька. Вони сподіваються, що будинок проковтне пилосмок. Оскільки будинок поводиться як людина, то він має заснути від снодійного. Тоді вони зможуть затушити вогонь у пічці.
Їх план майже здійснився, проте тут до будинку під'їхали офіцери поліції, які цього разу заарештували Діджея, Чарльза і Дженні за засмічення вулиці. Офіцери наблизилися до будинку, і він проковтнув їх.

Діджей, Чарльз і Дженні всередині будинку-монстра

Після цього діти опинилися всередині монстра. Будинок не помітив їх. Вони оглянули нижній поверх будинку — там було дуже багато іграшок дітей, які Ніберкрекер відбирав у всіх, хто заходив на його газон. Потім вони побачили цирковий вольєр і в ньому зацементований труп. Діджей згадав, що Ніберкрекер вбив свою дружину Констанцію, що працювала як циркова потвора через свою надмірну вагу.
Тільки-но дітям вдалося вибратися з будинку, Діджея збила машина швидкої допомоги, із якої вийшов містер Ніберкрекер із переламаною рукою. Згодом діти дізналися його історію: у молодості він закохався у Констанцію. Її ображали в цирку, тому він викрав її. Ніберкрекер придбав земельну ділянку і вони почали будувати там свій будинок. Проте діти кепкували з Констанції, вона хотіла помститися їм. Ненароком жінка зачепилася й впала в ще свіжий фасад їхнього нового будинку. Ніберкрекер добудував помешкання й помітив, що будинок набув рис характеру Констанції — він намагався помститися кожній дитині, що підходила до нього. Тоді Ніберкрекер намагався врятувати дітей і не підпускав їх близько до свого будинку. Діджей вмовив старого, аби він нарешті відпустив Констанцію. Будинок розлютився й почав переслідувати дітей. Тоді Чарльз за допомогою екскаватора заманив будинок до підйомного крана, а Діджей підірвав його динамітом.
Фільм закінчився тим, що Діджей і Чарльз вирушили на святкування Гелловіну, а містер Ніберкрекер роздавав дітям іграшки, які залишилися на його ділянці.

## У головних ролях
- Діджей Волтерз — Мітчел Муссо — головний герой мультфільму;
- Чарльз — Сем Лернер — найкращий друг Діджея; його батько має власну аптеку;
- Дженніфер Беннет — Спенсер Лок — староста школи, успішна дівчина, що продає шоколадки напередодні Геловіна;
- Містер Ніберкрекер — Стів Бушемі — старий, який мешкає навпроти Волтерзів. В юності закохався в Констанцію, після її смерті 45 років захищав дітей від будинку-монстра;
- Елізабет — Меггі Джилленгол — нянька Діджея; захоплюється рок-музикою, зустрічається з рок-виконавцем Боунзом;
- Мати Діджея — Кетрін О'Хара
- Батько Діджея — Фред Віллард — батьки Діджея працюють дантистами;
- Боунз — Джейсон Лі — рок-виконавець, хлопець Елізабет. У дитинстві містер Ніберкрекер відібрав у нього повітряного змія. У п'яному стані наблизився до будинку і той проковтнув його.
- Реджінальд Скалінск — Джон Гідер — хлопець, який захоплюється відеоіграми й підказав дітям, як знищити монстра;
- Офіцер Лендерс — Кевін Джеймс
- Офіцер Лестер — Нік Кеннон — єдині поліцейські містечка, в якому проживають головні герої фільму. Їх засмоктав будинок. Після того, як будинок було знищено, вони, разом із Боунзом, виповзли з фундаменту будинку.
- Констанція — Кетлін Тернер — гладка жінка, що працювала як циркова потвора.
- Елайза — Раян Ньюмен — маленька дівчинка, яка на початку фільму заїхала на триколісному велосипеді на газон містера Ніберкрекера. У кінці фільму старий повернув їй велосипед.

## Створення фільму
«Будинок-монстр» — друга в історії світової анімації стрічка, що вийшла у стереоформаті RealD Cinema.
Виробництво фільму почалось у серпні 2004 р.

## Касові збори
Бюджет фільму становить $75 млн. У США «Будинок-монстр» отримав $73,661,010, закордоном — $66,513,996 (усього — $140,175,006).

## Критика
На сайті Rotten Tomatoes фільм отримав оцінку в 74 % (115 схвальних відгуків і 41 негативний).